# 밥 스위니

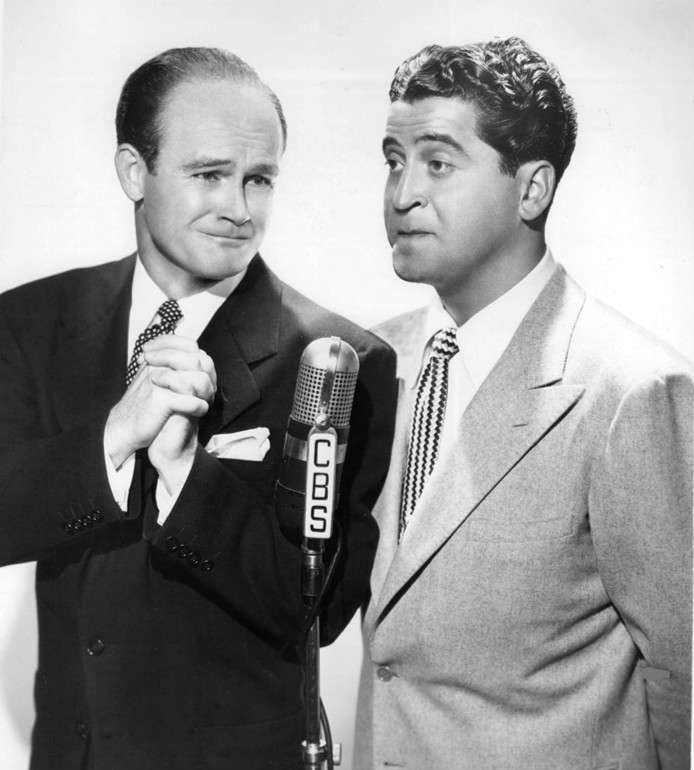

밥 스위니(Bob Sweeney, 1918년 10월 19일 ~ 1992년 6월 7일)는 미국의 배우, 텔레비전 감독, 영화 제작자이다.
샌프란시스코에서 태어났으며 웨스트레이크빌리지에서 사망하였다. 사인은 암이다.

## 작품 목록

### 영화 출연
- 마지막 함성 (1958)
- 건망증 선생님 2 (1962, Son of Flubber)
- 마니 (1964)

### 텔레비전 출연
- Climax! (1955-58)

### 텔레비전 연출
- The Magical World of Disney (1964, 1989)
- 호간의 영웅들 (1966-70)
- 하와이 파이브-O (1970-73)
- 다이너스티 (1981-83)
- 사랑의 유람선 (1981-83)
- 꿈꾸는 낙원 (1982-84)
- 해저드 마을의 듀크 가족 (1982-84)
- 미녀 첩보원 (1985, Scarecrow and Mrs. King)
- 달리는 사이먼 (1986)
- 스타맨 (1986, Starman)
- 맥가이버 (1987)
- 어둠의 그림자 (1990, Shades of LA)

### 텔레비전 제작
- 하와이 파이브-O (1971-75)